# Gerboise bleue
Gerboise bleue var det första franska kärnvapnet, en atombomb som detonerades den 13 februari 1960 vid Reggane mitt i ett område av Sahara som då betraktades som franskt territorium. Bomben hade en sprängverkan på 70 kiloton, det vill säga ungefär fyra gånger så stor som bomberna över Hiroshima och Nagasaki. En av dess upphovsmän var generalen Pierre Marie Gallois.
Namnet gerboise är franska för ökengnagaren springråtta och bleu betyder blå, en färg som ofta symboliserat Frankrike.

## Internationella reaktioner
Internationell kritik ledde till att Frankrike endast genomförde ett fåtal tester på jordytan, och man övergick snart till underjordiska sprängningar i Algeriet. Dessa provsprängningar fortsatte några månader in på Algeriets självständighet, i enlighet med en hemlig paragraf i Evianavtalen som slutits mellan Frankrike och FLN. Från 1968 drev Frankrike en testanläggning i Fangataufa, en öde atoll i Franska Polynesien. 